# Trisector
Trisector — десятый студийный альбом британской рок-группы Van der Graaf Generator, выпущенный 17 марта 2008 года. Это первая запись Van der Graaf Generator как трио: после турне 2005 года группу покинул саксофонист Дэвид Джексон.

## Список композиций
Все песни, за исключением указанных, написаны Хью Бэнтоном, Гаем Эвансом и Питером Хэммиллом.
1. The Hurlyburly — 4:38
2. Interference Patterns — 3:52
3. The Final Reel — 5:49
4. Lifetime (Хэммилл) — 4:47
5. Drop Dead — 4:53
6. Only in a Whisper — 6:44
7. All That Before — 6:29
8. Over the Hill — 12:29
9. (We Are) Not Here — 4:04

## Участники записи
- Питер Хэммилл — вокал, фортепиано, электрогитара
- Хью Бэнтон — орган (в том числе бас-педали), бас-гитара
- Гай Эванс — ударные, перкуссия